# Команский, Василий Максимович
Василий Максимович Команский (24 июня 1868, Кузьковичи, Могилёвская губерния — 30 марта 1938, Колпашево, Новосибирская область) — священнослужитель Русской православной церкви, репрессированный в годы «Большого террора».

## Биография
Родился 24 июня 1868 года в селе Кузьковичи Быховского уезда Могилевской губернии, в семье псаломщика, русский. В 1885 году, семнадцати лет отроду, поступил в Могилёвскую духовную семинарию в которой, вплоть до 1890 года, изучал классы синтаксиса, инфима, риторики, философии и богословия. За время обучения он был подвержен нескольким переэкзаменовкам: в третьем классе по математике и греческому языку и в пятом классе — по практическому руководству для пастырей.

## Служебный путь
По окончании курса наук (по второму разряду) в могилевской семинарии, согласно прошению, был назначен учителем в Райскую церковно-приходскую школу, Могилевского уезда. В феврале 1891 года Епархиальным училищным советам, по прошению, он был перемещён в Ушевскую церковно-приходскую школу, Гомелевского уезда. В сентябре 1892 года определён псаломщиком к Белевичской церкви Быховского уезда. Резолюцией правящего архиерея от 17 марта 1893 года псаломщик Василий Команский был назначен на священническое место к Сусловской церкви, Чаусского уезда и рукоположен в сан диакона. В апреле 1893 года был рукоположен в священники. В декабре 1897 года перемещён к Самулковской церкви, Чаусского уезда. В феврале 1899 года епископом Могилевским и Мстиславским Михаилом за усердную и полезную службу был награждён набедренником. Седьмого мая того же года по прошению принят в Енисейскую епархию и определён священником к Спасской церкви в село Караульно-Острожное, Минусинского уезда (Енисейская губерния). В сентябре 1899 года был определён на должность наблюдателя за церковно-приходскими школами с жалованием 900 рублей в год с причислением к Ачинскому собору и отчислением от занимаемого места священника приходской церкви в Могилевской губернии. В 1902 году он состоял законоучителем Ачинской воскресной школы. В том же году, «за ревностное служение церкви Божьей», награждён скуфьёй. В 1906 году награждён камилавкой. В мае того же года, резолюцией правящего архиерея, определён на место председателя Канского отделения епархиального училищного совета и по личному прошению заступает на второе священническое место к Канскому Спасскому собору. Пробыл в должности вплоть до 1913 года. Занимая при этом и другие должности: с августа 1906 года состоял законоучителем Канского трехклассного училища, с 1906 по 1907 год занимает должность законоучителя Канского второго приходского училища. С сентября 1907 года с утверждения Иркутского Генерал-губернатора состоял законоучителем Канской прогимназии. В июне 1913 года переведён к Минусинскому Спасскому собору и становится законоучителем Минусинской учительской семинарии. Шестого мая 1914 года за заслуги по ведомству Министерства Народного Просвещения, ко дню рождения Его Императорского Величества, законоучитель Минусинской учительской семинарии Василий Команский был награждён наперсным крестом. С 1913 по 1919 год был законоучителем Минусинской учительской семинарии. После ликвидации духовной семинарии, вследствие занятия города партизанами, с июня 1919 по январь 1920 года служил священником женского монастыря в городе Минусинске. Потом переехал в село Листвягово Абаканского района, и с декабря 1920 года был назначен настоятелем Каратузской церкви Минусинского района, с выполнением обязанностей: по выбору добровольное вознаграждение за религиозные обряды: натурой и деньгами до 1000 рублей в год.

## Семья
Отец, Максим Команский (род. 1835) — псаломщик Могилевской епархии Русской православной церкви, учитель церковно-приходской школы.
Жена, Елена Устиновна Команская (в девичестве Щербо) (1866—1943), дочь священника.
Дети:
- дочь — Серафима (р. 1895 г.), родилась в городе Чаусы Чаусского уезда Могилевской губернии,
- сын — Михаил (р. 1897 г.),
- сын — Константин,
- дочь — Евгения (р. 1906 г.)

## Первый арест

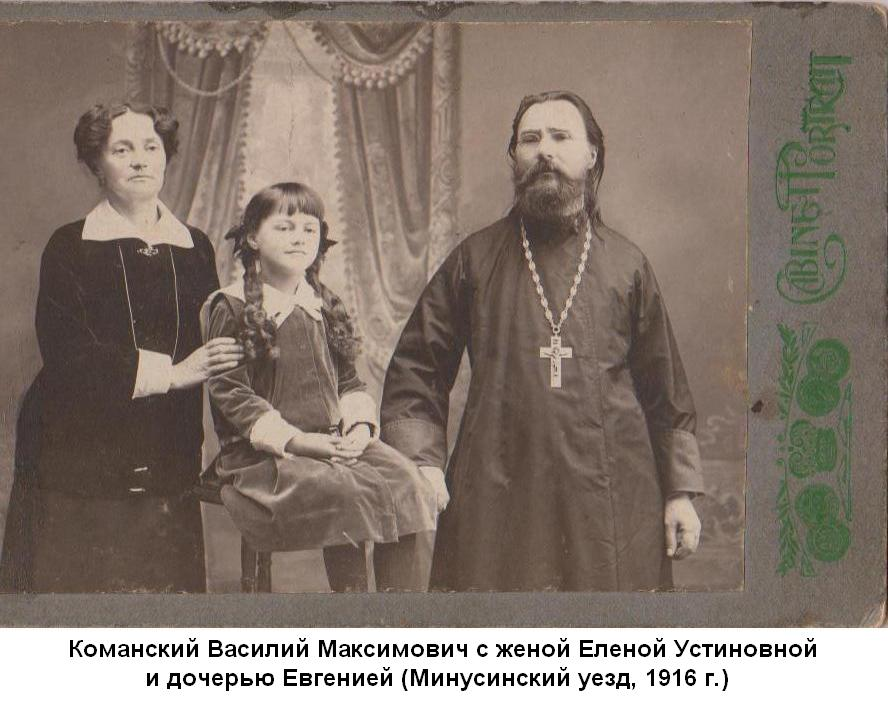

В 1933 году до Минусинского уезда с опозданием дошла волна обновленчества. В Минусинске и его окрестностях обновленцы захватили практически все храмы. Почти все «староцерковники», придерживающиеся Тихоновской ориентации, во главе с епископом Минусинской епархии Димитрием (Вологодским) были арестованы. Среди них был и протоиерей Василий Команский. Он был арестован в феврале 1933 года. Заседание особой тройки ПП ОГПУ Запсибкрая от 10 июня 1933 года постановило Команского Василия Максимовича заключить в ИТЛ (исправительно-трудовой лагерь), сроком на пять лет. Ввиду преклонного возраста ИТЛ заменить ссылкой в Нарымский край на тот же срок. Обвинение: «систематическая антисоветская агитация, направленная к срыву мероприятий Советской власти» ст. 58-10, 58-11 УК РСФСР. Групповое дело: «Дело епископа Димитрия (Вологодского) и других, Минусинск, 1933 год». Во время следствия содержался в городе Минусинске, тюрьма ОГПУ с марта 1933 по июнь 1933 года. Ссылку отец Василий (Команский) отбывал в Томской области, Каргасокском районе, селе Тымск. Проживал вместе с проходившим по тому же делу П.И. Беляевским.
Из обвинительного заключения по групповому следственному делу № П-15510 от 1933 года:
 ….Поп Команский по отношению хлебозаготовок среди верующих говорил: «На дерзость власти, учиняемой ею по отношению тружеников — мужиков нужно отвечать такой же дерзостью и хлеб нe давать и другим внушать, что — бы не давали, этим сократим жизнь идола, сами приблизимся к господу….»
 ….."Я состояла членом религиозно-церковного кружка верующих села Каратуза. Первоначально не понимала, что наш церковно-религиозный кружек являлся кружком чисто контрреволюционным так как в этом я не находила нечего противозаконным и все, что нам в кружке говорилось я предполагала, что так и должно быть, как говориться в Евангелие.
 На этом кружке поп Команский и монашка Черкай, проповедовали чисто монархические идеи, ссылаясь на тринадцатую главу евангельского откровения".
 «В начале ноября 1931 года, в восемь часов утра, верующие, состоящие в нашей контрреволюционной ячейки, собрались на молебствие в церкви. Молением руководил священник Команский Василий. После моления договорились не собираться в церкви, а разойтись по деревням и там вести агитацию за укрепления церкви и против мероприятий проводимых советской властью и партией на селе вербуя новых членов в контрреволюционную организацию».
 7. Команский Василий Максимович 1868 года рождения из семьи псаломщика, село Казковичи Беховского уезда, русский, грамотный, священником с 1893 года со слов не судим, имеет семью: жену, проживает в селе Каратузе ЗСК. Виновным себя не признал.
обвиняются в том, что они по обоюдному сговору между собой в 1931 году создали на территории бывшего Минусинского округа контрреволюционную повстанческую, церковно-монархическую организацию ставившей перед собой как конечную цель свержение советской власти, являлись идейными вдохновителями и практическими руководителями последней, что под их руководством создано ряд контрреволюционных ячеек: в Минусинском, Курагинском, Каратузком и Ачинском районах ЗЦК, которые вербуя членов для контрреволюционной организации вели борьбу против проводимой партией и правительством мероприятий в деревне, в особенности против колхозов подрывающих основу и корни религии. Остальные члены контрреволюционной организации, перечисленные в настоявшем заключении, обвиняются в том что, вступив в члены контрреволюционной организации, проводили борьбу против мероприятий, проводимых партией и правительством на селе, занимались антисоветской агитацией направленной на подрыв колхозного строительства и хоз-полит-компаний, сплачивали вокруг себя верующих из числа кулацко-зажиточного и антисоветского элемента, используя их как агитаторов в селах и районах, проводили подготовку кадров для контрреволюционной организации, ставившей перед собою как конечную цель подготовку вооруженного восстания для свержения советской власти при помощи интервенции с последующим восстановлением монархического строя, то есть в преступлении, предусмотренном статьей 58-10-11 УК.

## Второй арест
Перед освобождением из ссылки, Команский В. М. снова арестован 25 августя 1938 года. Во время следствия находился в Колпашевском оделении НКВД. Обвинен в контр-революционной, повстанческой деятельности. Осужден по групповому делу № П-1239 (дело священника Николая Михайловича Никольского и других (125 человек)). Приговорен к высшей мере наказания — расстрелу. Расстрелян 30 марта 1938 года в Томской области в городе Колпашево (Нарымский край).

## Реабилитация
По делу № П-1239 от 1938 года — Реабилитирован, решением Военного трибунала, Сибирского военного округа, в июне 1956 года.
По делу № П-15510 от 1933 года — Реабилитирован прокуратурой Красноярского края 25 ноября 1989 году.

## Память
День памяти протоиерея Василия (Команского Василия Максимовича) за Христа пострадавшего отмечается 30 марта. 

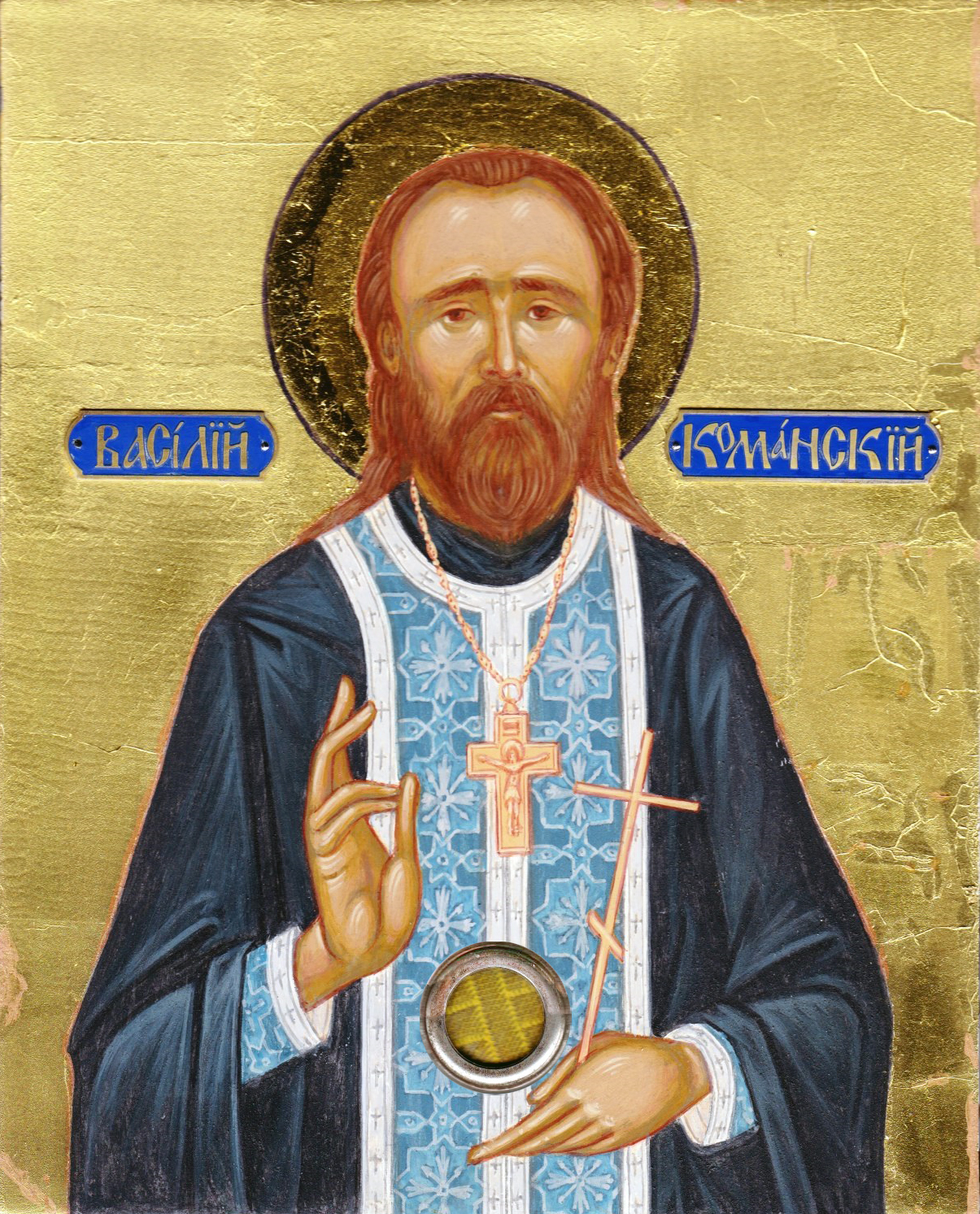
Икона Комаского Василия

### Дело по канонизации
На территории современного Красноярского края в списке канонизированных подвижников пока 16 имен, из них 14 — новомученики и исповедники. Но Епархиальная комиссия по канонизации святых и церковно-историческому наследию продолжает свою работу. В списке погибших за веру на красноярской земле ещё около 700 имен, и сложность канонизации заключается в отсутствии документов и свидетелей — очень много времени прошло. Все документы, которые удается собрать в архивах и музеях, передаются Митрополиту Красноярскому и Ачинскому Пантелеимону, и он вместе с другими архипастырями Красноярской митрополии на Архиерейском совете принимает решение о представлении Святейшему Патриарху и Синодальной комиссии по канонизации деяний этих священников.
Сейчас (08.11.2017) идет работа по канонизации трех минусинских священников, по каждому собрано значительное количество материалов, найдены родственники, записаны воспоминания свидетелей тех событий. Речь идет о канонизации архиепископа Димитрия (Вологодского), протоиерея Василия Команского и иерея Михаила Щербакова.

## Награды
За время службы о. Василий был награждён:
- 1896 — медаль «В память царствования императора Александра III»;
- 1897 — медаль «За труды по первой всеобщей переписи населения»;
- 1899 — награждён набедренником
- 1906 — награждён камилавкой
- 1909 — медаль «В память 25-летия церковно-приходских школ».
- 1913 — награждён крестом «В память 300-летия царствования Дома Романовых»
- 1914 — награждён наперсным крестом